# 翟庭蕙
翟庭蕙（1435年—？），字秀夫，河南河南府洛陽縣人，醫籍，明朝政治人物。

## 生平
天順三年（1459年）己卯科河南鄉試第二十名舉人，成化二年（1466年）中式丙戌科會試第一百九十二名，三甲第一百二十名進士。任監察御史，出為陝西按察司副使。

## 家族
曾祖翟以恕；祖父翟子春；父翟通，醫學正科，贈監察御史。母封氏。具慶下。兄翟庭蘭，弟翟庭芝、翟庭莆。子翟璉。孫翟銑、翟鏡（嘉靖八年進士）、翟鍊。